# 佐久間義一郎
佐久間 義一郎（さくま ぎいちろう　1842年10月16日〈天保13年9月13日〉 - 1903年〈明治36年〉6月8日）は、日本の政治家、軍人。初代呉市長であり、神機隊六番小隊長も務めた。

## 来歴
1842年生まれ。
1866年24歳のとき、神機隊六番小隊長として活躍した。
1886年呉鎮守府開庁に尽力。
60歳のとき佐久間義一郎は、1903年2月2日に呉市市長に就任した。任期は1903年2月2日から1903年6月。

### 死後
2022年に日本テレビ系列で放送された「はじめまして一番遠い親戚さん」にて、菊池風磨の八親等の親戚であることが発表された。

## 栄典
- 旭日小綬章
- 瑞宝小綬章